# Kālādhūngi
Kālādhūngi (engelska: Kaladhungi) är en ort i Indien.   Den ligger i distriktet Naini Tāl och delstaten Uttarakhand, i den norra delen av landet, 220 km öster om huvudstaden New Delhi. Kālādhūngi ligger 408 meter över havet och antalet invånare är 6 763.
Terrängen runt Kālādhūngi är varierad. Runt Kālādhūngi är det ganska tätbefolkat, med 222 invånare per kvadratkilometer. Närmaste större samhälle är Haldwani-cum-Kathgodam, 18,5 km öster om Kālādhūngi. I omgivningarna runt Kālādhūngi växer i huvudsak blandskog.